# Adiadochokineza
Adiadochokineza – niezdolność wykonywania naprzemiennych ruchów, takich jak np. ruchy rękami (nawracanie i odwracanie), z zachowaniem odpowiedniego tempa. Adiadochokineza jest objawem zaburzonej funkcji móżdżku.